# Personer som har tændt den olympiske ild
Dette er en liste over personer, som tændt den olympiske ild, både ved sommer-OL, vinter-OL og ungdoms-OL.

## Sommer-OL
| OL/År          | Navn                                             | Tilknytning |
| -------------- | ------------------------------------------------ | --- |
| Sommer-OL 1936 | Fritz Schilgen                                   | |
| Sommer-OL 1948 | John Mark                                        | |
| Sommer-OL 1952 | Paavo Nurmi                                      | Vinder af ni olympiske guldmedaljer i distanceløb i 1920erne. |
| Sommer-OL 1956 | Ron Clarke (Melbourne) og Hans Wikne (Stockholm) | Langdistanceløber Clarke vandt siden en olympisk bronzemedalje i 1964; Hans Wikne deltog også under OL i 1964. |
| Sommer-OL 1960 | Giancarlo Peris                                  | |
| Sommer-OL 1964 | Yoshinori Sakai                                  | Atlet, født samme dag som atombomben eksploderte over hans hjemby Hiroshima. |
| Sommer-OL 1968 | Norma Enriqueta Basilio de Sotelo                | Sprinter som deltog i de samme lege. |
| Sommer-OL 1972 | Günther Zahn                                     | Mellemdistanceløber. |
| Sommer-OL 1976 | Stéphane Préfontaine og Sandra Henderson         | |
| Sommer-OL 1980 | Sergej Belov                                     | Basketballspiller som vandt fire olympiske medaljer, inkluderet en guldmedalje i 1972. |
| Sommer-OL 1984 | Rafer Johnson                                    | Vinder af tikamp i Sommer-OL i 1960. |
| Sommer-OL 1988 | Sohn Kee-chung                                   | Guldmedaljevinder i maraton under sommerlegene i 1936, bar faklen ind til stadionet, og faklen blev derefter bragt videre af Chung Sun-Man, Kim Won-Tak og Sohn Mi-Chung, tre unge atleter. Kim deltog i maratonløbet under de samme lege. |
| Sommer-OL 1992 | Antonio Rebollo                                  | Bueskytte som deltog i paralympiske lege. |
| Sommer-OL 1996 | Muhammad Ali                                     | Bokser som under navnet Cassius Clay, vandt olympisk guld i 1960. |
| Sommer-OL 2000 | Cathy Freeman                                    | Atlet, der vandt guldmedalje for 400 m løb under samme OL. |
| Sommer-OL 2004 | Nikolaos Kaklamanakis                            | Windsurfer, der vandt en guldmedalje under OL i 1996, og en sølvmedalje under OL i 2004. |
| Sommer-OL 2008 | Li Ning                                          | Gymnast, vandt 3 guldmedaljer, 2 sølvmedaljer og en bronzemedalje under Sommer-OL 1984. |
| Sommer-OL 2012 | Syv unge sports talenter                         | |
| Sommer-OL 2016 | Vanderlei de Lima                                | Maratonløber, som vandt bronze i maratonløbet ved OL i Athen 2004 efter at være blevet angrebet af en tilskuer. |
| Sommer-OL 2020 | Naomi Osaka                                      | Japansk tennisspiller, der deltog i legene, vinder af fire Grand Slams i single og verdens nummer 2 på tidspunktet for legene. |

## Vinter-OL
| OL/År          | Navn                                                            | Tilknytning |
| -------------- | --------------------------------------------------------------- | --- |
| Vinter-OL 1952 | Eigil Nansen                                                    | Barnebarn til polarhelten Fridtjof Nansen |
| Vinter-OL 1956 | Guido Caroli                                                    | |
| Vinter-OL 1960 | Ken Henry                                                       | Olympiskmester på 500 m hurtigløb på skøjter i 1952. |
| Vinter-OL 1964 | Josef Rieder                                                    | Tidligere alpinskiløber som deltog i OL 1956 |
| Vinter-OL 1968 | Alain Calmat                                                    | Tidligere kunstskøjteløber, vinder af en sølvmedalje ved OL 1964 |
| Vinter-OL 1972 | Hideki Takada                                                   | Student og hurtigløber på skøjter |
| Vinter-OL 1976 | Christl Haas og Josef Feistmantl                                | |
| Vinter-OL 1980 | Charles Gugino                                                  | |
| Vinter-OL 1984 | Sanda Dubravčić                                                 | Kunstskjøjteløber som deltog ved OL i både 1980 og 1984 |
| Vinter-OL 1988 | Robyn Perry                                                     | En tolv år gammel skolepige og kunstskøjteløber |
| Vinter-OL 1992 | Michel Platini og François-Cyrille Grange                       | |
| Vinter-OL 1994 | Kronprins Haakon                                                | Norges kronprins (1994) i Lillehammer Olympiapark |
| Vinter-OL 1998 | Midori Itō                                                      | Kunstløber og sølvmedaljevinder under OL i 1992 |
| Vinter-OL 2002 | * Flere                                                         | Hele ishockeyholdet som vandt olympisk guld under legene i 1980 |
| Vinter-OL 2006 | Stefania Belmondo                                               | Italiensk guldmedaljevinder i langrend. |
| Vinter-OL 2010 | Catriona Le May Doan, Steve Nash, Nancy Greene og Wayne Gretzky | Faklen blev først tændt indendørs i BC Place Stadium, derefter udenfor stadion. Faklen indenfor blev slukket efter åbningsceremonien, mens faklen udenfor brændte under hele legenes varighed.                 |
| Vinter-OL 2014 | Irina Rodnina og Vladislav Tretjak                              | Rodnina vandt tre guldmedaljer i kunstløb i 1972, 1976, og 1980. Tretjak er en tidligere målvogter for Sovjetunionens ishockeylandshold og bidrog til tre guldmedaljer i 1972, 1976 og 1984, samt sølv i 1980. |

## Ungdomsolympiske lege

### Sommer
| OL/år       | Lokation  | Fakkelbærer | Sport    | Note                                                                      | Ref. |
| ----------- | --------- | ----------- | -------- | ------------------------------------------------------------------------- | ---- |
| Sommer 2010 | Singapore | Darren Choy | Sejlads  | Darren Choy, en sejler fra Singapore, tændte i 2010 den olympiske flamme. |      |
| Sommer 2014 | Nanjing   | Chen Ruolin | Udspring |                                                                           |      |

### Vinter
| OL/år       | Lokation    | Fakkelbærer                         | Sport         | Note                            | Ref.  |
| ----------- | ----------- | ----------------------------------- | ------------- | ------------------------------- | ----- |
| Vinter 2012 | Innsbruck   | Egon Zimmermann og Franz Klammer    | Alpint skiløb |                                 |       |
| Vinter 2016 | Lillehammer | Prinsesse Ingrid Alexandra af Norge |               | Ældste barn af Kronprins Haakon | [ 1 ] |